# کمپانی هند غربی هلند
کمپانی هند غربی هلند (هلندی: Dutch West India Company) شرکت بازرگانی و کالای هلندی بود، که در سال ۱۶۲۱ تأسیس شد و در سال ۱۷۹۲ منحل گردید.